# Nuoto ai Giochi della XXXI Olimpiade - 200 metri rana maschili
La gara dei 200 metri rana maschili dei Giochi della XXXI Olimpiade si è svolta il 9 e il 10 agosto 2016.

## Record
Prima della competizione, i record olimpici e mondiali erano i seguenti:
| Record mondiale | 2'07"01 | Akihiro Yamaguchi Giappone | 15 settembre 2012 Gifu, Giappone  |
| Record olimpico | 2'07"28 | Dániel Gyurta Ungheria     | 1 agosto 2012 Londra, Regno Unito |

Durante l'evento sono stati migliorati i seguenti record:
| Data     | Evento     | Atleta         | Nazione  | Tempo   | Record          |
| -------- | ---------- | -------------- | -------- | ------- | --------------- |
| 9 agosto | Semifinale | Ippei Watanabe | Giappone | 2'07"22 | Record olimpico |

## Risultati

### Batterie
| Posizione | Batteria | Corsia | Nome                  | Nazionalità   | Tempo   | Note |
| --------- | -------- | ------ | --------------------- | ------------- | ------- | ---- |
| 1         | 5        | 1      | Anton Čupkov          | Russia        | 2:07.93 | Q    |
| 2         | 3        | 1      | Yasuhiro Koseki       | Giappone      | 2:08.61 | Q    |
| 3         | 4        | 1      | Andrew Willis         | Regno Unito   | 2:08.92 | Q    |
| 4         | 3        | 2      | Ilya Khomenko         | Russia        | 2:08.94 | Q    |
| 5         | 4        | 2      | Marco Koch            | Germania      | 2:08.98 | Q    |
| 6         | 4        | 3      | Dmitriy Balandin      | Kazakistan    | 2:09.00 | Q    |
| 7         | 5        | 2      | Kevin Cordes          | Stati Uniti   | 2:09.30 | Q    |
| 8         | 4        | 4      | Ippei Watanabe        | Giappone      | 2:09.63 | Q    |
| 9         | 3        | 3      | Mao Feilian           | Cina          | 2:09.80 | Q    |
| 10        | 5        | 3      | Josh Prenot           | Stati Uniti   | 2:09.91 | Q    |
| 11        | 4        | 5      | Matti Mattsson        | Finlandia     | 2:10.09 | Q    |
| 12        | 3        | 4      | Erik Persson          | Svezia        | 2:10.17 | Q    |
| 13        | 3        | 5      | Li Xiang              | Cina          | 2:10.17 | Q    |
| 14        | 4        | 6      | Carlos Claverie       | Venezuela     | 2:10.35 | Q    |
| 15        | 5        | 4      | Craig Benson          | Regno Unito   | 2:11.19 | Q    |
| 16        | 5        | 5      | Luca Pizzini          | Italia        | 2:11.26 | Q    |
| 17        | 3        | 6      | Dániel Gyurta         | Ungheria      | 2:11.28 |      |
| 18        | 5        | 6      | Anton Sveinn McKee    | Islanda       | 2:11.39 |      |
| 19        | 2        | 1      | Nicholas Quinn        | Irlanda       | 2:11.67 |      |
| 20        | 2        | 2      | Yannick Käser         | Svizzera      | 2:11.77 |      |
| 21        | 2        | 3      | Laurent Carnol        | Lussemburgo   | 2:11.94 |      |
| 22        | 4        | 7      | Giedrius Titenis      | Lituania      | 2:12.13 |      |
| 23        | 1        | 1      | Glenn Snyders         | Nuova Zelanda | 2:12.47 |      |
| 24        | 5        | 7      | Ashton Baumann        | Canada        | 2:12.61 |      |
| 25        | 4        | 8      | Jarred Crous          | Sudafrica     | 2:12.64 |      |
| 26        | 3        | 7      | Cameron van der Burgh | Sudafrica     | 2:12.67 |      |
| 27        | 3        | 8      | Panagiōtīs Samilidīs  | Grecia        | 2:12.68 |      |
| 28        | 2        | 4      | Jorge Murillo         | Colombia      | 2:12.81 |      |
| 29        | 2        | 5      | Tales Cerdeira        | Brasile       | 2:12.83 |      |
| 30        | 1        | 2      | Dávid Horváth         | Ungheria      | 2:13.24 |      |
| 31        | 2        | 6      | Choi Kyu-woong        | Corea del Sud | 2:13.36 |      |
| 32        | 1        | 3      | Basten Caerts         | Belgio        | 2:13.44 |      |
| 33        | 1        | 4      | Martin Allikvee       | Estonia       | 2:13.66 |      |
| 34        | 1        | 5      | Lee Hsuan-yen         | Taipei cinese | 2:14.84 |      |
| 35        | 2        | 7      | Dimitrios Koulouris   | Grecia        | 2:14.86 |      |
| 36        | 5        | 8      | Thiago Simon          | Brasile       | 2:15.01 |      |
| 37        | 2        | 8      | Dmytro Oseledets      | Ucraina       | 2:15.19 |      |
| 38        | 1        | 6      | Denis Petrashov       | Kirghizistan  | 2:16.57 |      |
| 39        | 1        | 7      | Arya Nasimi Shad      | Iran          | 2:20.18 |      |

### Semifinali
| Posizione | Semifinale | Corsia | Nome             | Nazionalità | Tempo   | Note |
| --------- | ---------- | ------ | ---------------- | ----------- | ------- | ---- |
| 1         | 1          | 6      | Ippei Watanabe   | Giappone    | 2:07.22 | Q,   |
| 2         | 2          | 5      | Andrew Willis    | Regno Unito | 2:07.73 | Q    |
| 3         | 1          | 2      | Josh Prenot      | Stati Uniti | 2:07.78 | Q    |
| 4         | 1          | 4      | Yasuhiro Koseki  | Giappone    | 2:07.91 | Q    |
| 5         | 2          | 6      | Kevin Cordes     | Stati Uniti | 2:07.99 | Q    |
| 6         | 2          | 4      | Anton Čupkov     | Russia      | 2:08.08 | Q    |
| 7         | 2          | 3      | Marco Koch       | Germania    | 2:08.12 | Q    |
| 8         | 1          | 3      | Dmitriy Balandin | Kazakistan  | 2:08.20 | Q    |
| 9         | 2          | 2      | Mao Feilian      | Cina        | 2:09.64 |      |
| 10        | 1          | 5      | Ilya Khomenko    | Russia      | 2:09.73 |      |
| 11        | 1          | 7      | Erik Persson     | Svezia      | 2:10.12 |      |
| 12        | 2          | 1      | Li Xiang         | Cina        | 2:10.92 |      |
| 13        | 2          | 8      | Craig Benson     | Regno Unito | 2:10.93 |      |
| 14        | 1          | 8      | Luca Pizzini     | Italia      | 2:11.53 |      |
| 15        | 1          | 1      | Carlos Claverie  | Venezuela   | 2:11.56 |      |
| 16        | 2          | 7      | Matti Mattsson   | Finlandia   | 2:12.99 |      |

### Finale
| Posizione | Corsia | Nome             | Nazionalità | Tempo   | Note |
| --------- | ------ | ---------------- | ----------- | ------- | ---- |
| Oro       | 8      | Dmitriy Balandin | Kazakistan  | 2:07.46 |      |
| Argento   | 3      | Josh Prenot      | Stati Uniti | 2:07.53 |      |
| Bronzo    | 7      | Anton Čupkov     | Russia      | 2:07.70 |      |
| 4         | 5      | Andrew Willis    | Regno Unito | 2:07.78 |      |
| 5         | 6      | Yasuhiro Koseki  | Giappone    | 2:07.80 |      |
| 6         | 4      | Ippei Watanabe   | Giappone    | 2:07.87 |      |
| 7         | 1      | Marco Koch       | Germania    | 2:08.00 |      |
| 8         | 2      | Kevin Cordes     | Stati Uniti | 2:08.34 |      |